# دومينغو باتيت
دومينغو باتيت ميستريس (بالإسبانية: Domingo Batet Mestres)‏ (طراغونة 30 أغسطس 1872 - برغش 18 فبراير 1937) هو عسكري إسباني، وقائد فرقة في الجيش الإسباني. لعب دورًا مهمًا للغاية في إفشال تمرد الخنيراليتات [الإنجليزية] يوم 6 أكتوبر 1934 بعد أحداث ثورة أستورياس. وبعد رفضه دعم انقلاب يوليو 1936 في برغش، أدانته محكمة عسكرية وأعدمه المتمردون بالرصاص.

## السيرة الذاتية

### حياته العسكرية
دخل الأكاديمية العسكرية سنة 1887. وفي 1895 عمل ملازم متطوع في الحرب الكوبية (1895 - 1898)، حيث رقي في العام التالي إلى نقيب بامتيازات الحرب. ثم عاد إلى إسبانيا سنة 1897، واستمر في الدراسات العسكرية. ورقي إلى رتبة عميد سنة 1925 ووزع إلى أليكانتي، وبعد ذلك إلى طراغونة مسقط رأسه.
تم تعيينه قاضيًا في الإجراءات بدافع ما يسمى ملف بيكاسو بعد كارثة الهزيمة في معركة أنوال. وجزء من هذه الإجراءات كتب تقريرًا عن القيادة العليا للجيش الإسباني في المغرب، وذكر بأن فرانكو لم يكن جيدًا للغاية.
في اللحظات الأولى من ديكتاتورية بريمو دي ريفيرا، قبل باتيت النظام الجديد. ومع ذلك في سنة 1926 قبض عليه وحوكم بتهمة التواطؤ بمحاولة الانقلاب العسكري ضد الديكتاتورية المعروف باسم سانخوانادا، لكن المجلس الأعلى للحرب برأه.

### الجمهورية الثانية
عند إعلان الجمهورية سنة 1931، كان باتيت في مايوركا. وفي يوليو 1931 أخذ مكان الجنرال لوبيز أوتشوا ليكون قائد كتالونيا والرئيس العام للقيادة العسكرية الرابعة حيث كان مرتاحًا من التناقضات مع وزير الحرب مانويل أثانيا. خلال إقامته في هذه الوجهة ميز نفسه من خلال امتثاله للسلطة المدنية، واحترام النظام الكاتالوني المستقل والحكمة التي تصرف بها في التوترات بين بعض القطاعات العسكرية والإدارة المستقلة الجديدة.
عندما تمرد الخنيراليتات في 6 أكتوبر 1934، أمره لويس كومبنيس أن يكون تحت قيادة حكومة خنيراليتات. إلا أن باتيت اتصل برئيس الوزراء أليخاندرو ليروكس، الذي أمره بإعلان حالة الطوارئ. بعد أعمال شغب مختلفة أسفرت عن مقتل ثلاثة أشخاص، استولى الجيش بقيادة باتيت على ساحة سان خايمي. وطالب برلمان كتالونيا برئاسة انريكي بيريز فاراس على رأس قوات موزوس دي اسكوادرا للتخلي عن أسلحتهم. فلم يستسلم وبدأ تبادل إطلاق النار، مما تسبب في العديد من القتلى والجرحى. ثم أطلق الجيش المدفعية على قصر كاتالونيا العام. بعد خمس ساعات استسلم المتمردون بقيادة العقيد فريدريك إسكوفيت وأخذوا أسرى.
ويُعتقد بأنه تمكن من السيطرة على الوضع والقتال بأقل قدر من الدمار والعنف، وهو موقف أكسبه هجمات من كلا الجانبين: من اليمين ومن بعض القطاعات العسكرية من جهة ومن المتمردين من جهة أخرى (خلال الحرب عانت أسرة باتيت الكاثوليكية بشدة من الاضطهاد، حتى تمكن الوسيط جوزيب تاراديلاس صديق باتيت من تهريبهم إلى فرنسا). لمشاركته في استعادة النظام حصل على صليب الحائز على جائزة سان فرناندو.
في مارس 1935 تم تعيين باتيت رئيسًا للغرفة العسكرية لرئيس الجمهورية، نيسيتو ألكالا زامورا. في 13 يونيو 1936 نقل بناء على طلبه وعين رئيسًا عامًا للقيادة العسكرية السادسة في برغش.

### الحرب الأهلية الإسبانية
خلال التحضير للانتفاضة التي قامت بها مختلف القطاعات العسكرية، اتخذ موقفًا مخالفًا وفي 16 يوليو 1936 التقى بمبادرة منه في دير إيراشي مع مرؤوسه وصديقه وأحد المتآمرين الرئيسيين، الجنرال إميليو مولا، القائد العسكري لبامبلونا. هناك حاول معرفة ماإذا كان مولا متورطًا في المؤامرة وحتى ذهب إلى حد سؤاله عن وعد الشرف الذي قاله بأنه لن يشارك في الانتفاضة التي قدمها له مولا بشكل فعال. فآمن بكلمة مولا، في 18 يوليو لم يوافق باتيت على طلب العقيد مورينو كالديرون، رئيس هيئة الأركان (وعضو مجلس الدفاع الوطني لاحقًا) لوضع نفسه في طليعة انتفاضة قيادة الفرقة السادسة. لهذا السبب تم اعتقاله من قبل مرؤوسيه المقدم خوسيه أيزبورو مارتين بينيلوس والقائد أنطونيو ألغار كوينتانا. فحكم عليه بالإعدام في مجلس حرب. حيث أعدم يوم 18 فبراير 1937، على الرغم من الجهود التي بذلها الجنرال كيبو ديانو وكابانياس لصالحه. تجاهل فرانكو طلبات كيبو ديانو انتقاما من رفض كيبو الإبقاء على حياة الجنرال كامبينز صديق فرانكو. وأيضا انتقاما على ملفات بيكاسو، التي اتهم بها باتيت فرانكو بالفساد خلال حروب الريف.